# E. Van Wingen
E. Van Wingen is een Belgisch constructeur van allerlei generatorsets voor diverse gespecialiseerde toepassingen, zoals noodgroepen.

## Geschiedenis
In 1958 begon Ernest Van Wingen een garage annex benzinestation op de Wolterslaan in Sint-Amandsberg. Al snel verlegde de interesse van Van Wingen zich naar dieselmotoren voor de binnenscheepvaart, en al in 1963 verhuisde E. Van Wingen naar de Terneuzenlaan te Gent. Daar werden ze OEM-partner voor de diesel- en gasmotoren van Perkins (UK).
Toen de binnenscheepvaart aan belang begon in te boeten, verschoof de focus naar de industriële markt voor dieselaggregaten, zoals noodstroomtoepassingen. Onder andere veel ziekenhuizen werden klant. Ook de export werd steeds belangrijker.
De noodstroomaggregaten werden mettertijd volledige projecten met onder andere warmte-krachtkoppelingen. Zo werd E. Van Wingen een belangrijke fabrikant van allerlei energieoplossingen met diesel- en gasmotoren.
Door de gestage groei werd de locatie aan de Terneuzenlaan te klein en werd in 1989 te Evergem een nieuw industrieel pand gebouwd, met ruime werkplaatsen en voldoende kantoren voor de R&D- en Engineeringafdelingen.
In september 2022 nam Anglo Belgian Corporation het bedrijf over van de familie Van Wingen, gezien de synergie tussen beide bedrijven.
E. Van Wingen opereert nog steeds onder eigen naam, onder de vleugels van de Ogepar Groep.